# ستيفن سميث (لاعب كرة قدم)
ستيفن سميث (بالإنجليزية: Stephen Smith)‏ (و. 1874 – 1935 م) هو لاعب ومدرب كرة قدم، من المملكة المتحدة، يلعب كمهاجم، توفي عن عمر يناهز 61 عاماً.